# Vliegveld Oostmalle
Vliegveld Oostmalle (IATA: OBL, ICAO: EBZR) ligt in de Belgische provincie Antwerpen, volledig in de gemeente Malle. Het bevindt zich ten oosten van de plaats Zoersel, ten zuiden van Oostmalle en ten westen van Wechelderzande. Het werd aangelegd in de periode 1952-55 als reserve NAVO-vliegveld.

## Ontstaan
Het vliegveld was een van de zes reservevliegvelden die op verzoek van de NAVO in België werden aangelegd vanaf 1952 en waarbij SHAPE (Supreme Headquarters Allied Powers Europe, het centrale commandocentrum van de NAVO) de criteria bepaalde waaraan deze installaties dienden te voldoen. De overige alternatieve vliegvelden waren Bertrix-Jehonville, Ursel, Saint-Hubert, Weelde en Zutendaal. De eerste onteigeningen voor de bouw van het vliegveld werden in 1952 doorgevoerd. Met de eigenlijke aanleg werd in 1955 begonnen.

## Infrastructuur
De vliegbasis neemt een oppervlakte in van meer dan 200 ha. Zij bevindt zich volledig binnen de gemeentegrenzen van Malle. Het vliegveld bezit één start- en landingsbaan, bestaande uit betonplaten, die werd aangelegd in de 05/23 richting. Deze baan was 2990 m lang en 45 m breed. De hoogte bedraagt 16 meter (53 feet). Van de totale baanlengte kan 799 m meter gebruikt worden. Dit gedeelte werd aangegeven met markeringen. De parallelle taxiweg, eveneens opgebouwd uit betonplaten, was 2430 m lang en 22 m breed. Deze weg kon in noodgevallen ook als reserve start- en landingsbaan ingezet worden. Verder zijn er op het terrein vliegtuigloodsen, schuilbunkers, brandstofdepots en munitieopslagplaatsen aanwezig.

## Gebruik
Het vliegveld wordt tijdens de weekends gebruikt door twee civiele vliegclubs. Gedurende weekdagen stond de basis ter beschikking van Defensie.
Zo werd bijvoorbeeld het terrein af en toe gebruikt als logistieke basis voor Operatie REFORGER (Return of the forces to Germany), een oefening die door de Verenigde Staten tijdens de Koude Oorlog werd uitgevoerd in NAVO-verband. Hierbij werd getest hoe snel de legereenheden in Duitsland konden worden ontplooid bij een eventueel conflict met het in 1991 ontbonden Warschaupact. In 2008 werd een kleinschalige oefening uitgevoerd door het 14e Regiment Luchtdoelartillerie uit Lombardsijde. Dit regiment is onder meer verantwoordelijk voor de verdediging van vliegvelden. Tussen 1961 en 2007 werd de basis door de luchtcadetten gebruikt in het kader van hun opleiding tot zweefvliegtuigpiloot.
Verder wordt de taxibaan af en toe ter beschikking gesteld voor testritten met voertuigen. Bovendien wordt de natuurlijke zandgrond aan de noordoostzijde van het vliegveld elk jaar gebruikt voor de Internationale Sluitingsprijs cyclocross, die telkens plaatsvindt in februari. De provinciale kampioenschappen tijdrijden van de jeugd worden ook jaarlijks georganiseerd op de domeinen. Ook wordt er elk jaar tijdens de zomervakantie een Fly-in georganiseerd. Sinds 2023 wordt er ook aan stuntvliegen gedaan en worden de aangekomen vliegtuigen geparkeerd op de taxiweg, zodat de bezoekers ze kunnen bekijken. Ten slotte gebruikt PIDPA (Provinciale en Intercommunale Drinkwatermaatschappij der Provincie Antwerpen) het gebied voor waterwinning.

## Beheer
Het vliegveld wordt beheerd door het Militair Commando Provincie Antwerpen, omdat er geen eenheid gelegerd is. De natuurlijke rijkdom van het domein werd in stand gehouden door het in 2003 gestarte project DANAH, een samenwerkingsverband tussen Defensie en het Agentschap voor Natuur en Bos. Het doel van deze samenwerking was om het natuurherstel op militaire domeinen te bevorderen. In 2010 werd dit project beëindigd maar het Agentschap voor Natuur en Bos blijft het gebied beheren.
In september 2023 werd er gestart aan de ontharding van de aanwezig structuren, deze werken zullen duren tot maart 2025. Concreet worden in een eerste fase ongeveer 16 hectare bestaande verharding en een vijftiental gebouwen afgebroken en afgevoerd. Zo wordt er heel wat nieuwe natuur gecreëerd en kan het water infiltreren, wat leidt tot een mix van droge en natte heidelandschappen, zandduinen en waardevolle bossen. Het gebied is ook essentieel voor het Europese prioritaire habitattype soortenrijke heischrale graslanden.

## Natuur
De natuurlijke omgeving van het vliegveld bestaat vooral uit bos- en heidegebieden. Het Agentschap voor Natuur en Bos beschouwt het gebied als zeer belangrijk voor broedvogels en trekvogels. Er werden 157 vogelsoorten waargenomen, waaronder tapuit, boomleeuwerik en wulp. Ook het insectenbestand wordt als zeer waardevol beschouwd.

## Andere bestemming
Na de verschillende hervormingen van de Belgische krijgsmacht in de jaren 90 besliste het kernkabinet van de Federale Regering om een aantal militaire domeinen, waaronder de vliegbasis, uit gebruik te nemen. Op 30 maart 2012 nam de Vlaamse Regering de beslissing om het beheer van het domein van het federale naar het Vlaamse niveau te brengen en het te koop aan te bieden.